# Кольонія-Інвалідзька
Кольонія-Інвалідзька (пол. Kolonia Inwalidzka) — село в Польщі, у гміні Кунув Островецького повіту Свентокшиського воєводства.
Населення — 362 особи (2011).
У 1975-1998 роках село належало до Келецького воєводства.

## Демографія
Демографічна структура на день 31 березня 2011 року:
|          | Загалом | Допрацездатний вік | Працездатний вік | Постпрацездатний вік |
| -------- | ------- | ------------------ | ---------------- | -------------------- |
| Чоловіки | 176     | 35                 | 116              | 25                   |
| Жінки    | 186     | 42                 | 103              | 41                   |
| Разом    | 362     | 77                 | 219              | 66                   |